# ドラゴンクエストビルダーズ2 破壊神シドーとからっぽの島
『ドラゴンクエストビルダーズ2 破壊神シドーとからっぽの島』（ドラゴンクエストビルダーズツー はかいしんシドーとからっぽのしま、DRAGON QUEST BUILDERS2）は、スクウェア・エニックスより日本で2018年12月20日に発売されたコンピュータゲームソフト。ジャンルはアクションRPGに『マインクラフト』のようなクラフト要素を追加した「ブロックメイクRPG」。発売時の対応プラットフォームはPlayStation 4とNintendo Switch。2019年12月11日にSteam版、2021年5月4日にXbox One版とWindows 10版が発売されている。また、Xbox One版とWindows 10版ではゲーム本編と追加DLC第1弾から第3弾まですべてがセットになって配信された。

## 概要
2016年に発売された『ドラゴンクエストビルダーズ アレフガルドを復活せよ』に続くシリーズ第2作。
無人島「からっぽ島」を舞台に、モノづくりの力を持つ「ビルダー」が冒険を繰り広げる。新要素として「かぜのマント」を使い空中を滑空できるようになったり、水中を泳いだりできるようになっている。また、オンラインやローカル通信（Switch版のみ）でのマルチプレイにも対応し、最大4人同時プレイが可能になっている。
ストーリー的には『ドラゴンクエストII 悪霊の神々』のその後の世界が描かれている。
日本国外では香港と台湾でPS4版が『勇者鬥惡龍 創世小玩家2 破壞神席德與空蕩島』として2019年1月24日に発売、2019年7月12日には北米、ヨーロッパでも『Dragon Quest Builders 2』のタイトルで発売され、さらに2021年5月4日にはXbox One版Windows 10版も発売された。世界累計で110万本を突破するヒットとなった。

### 体験版
2018年12月6日より物語冒頭をプレイできる体験版がPlayStation Storeおよびニンテンドーeショップで配信され、2019年12月11日にSteam版も配信された。途中セーブも可能。キャラクター名、オプション設定のみ継承可能で、物語の進行状況は製品版に継承できないが、製品版のプロローグ部分をスキップできる。2019年11月5日からは「たっぷり遊べる体験版」に差し替えられ、最後のボス戦以外のモンゾーラ島のストーリーのほとんどがプレイ可能となり、製品版にデータを引き継ぐことも可能になった。

## ゲームシステム
基本的なシステムは前作と同様だが、いくつか変更点がある。

### ビルダー道具
前作ではボタンや装備の使い分けで行われていた破壊や物掴みなどは、ビルダー道具の切り替えによって行う形になった。使用するのはZRまたはRT、R2ボタン。Aまたは○ボタンで切り替えることができるが、装備しておけるのは3つまで。｢切り替えボタン｣長押しで装備中の道具を別のものに差し替えることができる。他にも、ビルダー道具ではなく、操作方法に追加される形や使用する形で効果を発揮する特殊なアイテム「スペシャル道具」が存在する。
- ハンマー：物体の破壊を行える。ハンマーの種類は4つあり、より高度なハンマーを作成して装備することで、壊せるものが増える。
- グローブ：最初のストーリーで入手できる。目の前のブロックを持ち上げる。中身のある箱や木など、持ち上げられないものもある。
- かわきのツボ：マギールの召使であるメギラが持っていたもの。周辺の液体を吸い込む。液体であれば毒沼等でもOK。溶岩や海水などは条件を満たすことで吸収できる。ブロックの上または側面に対して長押しすることで、現在取り込んでいる液体の水源とすることができる。搾乳にも使える。
- ビルダーペンシル：2点を指定することで、その範囲にあるものの形状を設計図化することができる。
- カッター：正面の壁系ブロックを斜めなどにカットできる。もう一度使うことで戻るものもある。
- やまびこのふえ：そのエリアにおいて最も近くにある貴重品で、おおよその距離と方向を知ることができる。そざい島では未発見のアイテムが対象となる。オッカムル島にて二つのかけらを合わせて作成する。ストーリー終了後のしろじい探しでも役に立つ。
- リフォームコテ：正面の壁ブロックを現在手に持っている壁ブロックに差し替える。使用には範囲内にあるブロック分だけ実際に所有している必要があり、元からあった壁は代わりに所有物に入る。前作のブロック変換アイテムと同質であるが、有効範囲は横5マス・高さ5マス・奥行き1マス。一定の条件を満たすと変換のみでなく設置も可能となる。
- かぜのマント：ジャンプ中にさらにジャンプボタンを押すことで、空を滑空して移動できる｢スペシャル道具｣。速度はダッシュ並みである。溶岩の上など、特定の場所ではすぐに効果が自動的に解除される。マギールに主人公がもらったもの。
- へんげのつえ：使用することで、ランダムでパーティメンバー全員を別の姿に変化させる｢スペシャル道具｣の一種。姿によっては相手のリアクションが変化する。
- ビルダーアイ：Lスティック押し込みで使用。ある程度の範囲に対して、主観視点でアイテムを設置できる｢スペシャル道具｣。
- 勇者の旗：武器として装備・使用することで、周囲の仲間を一定時間強化できるスペシャル装備。3段階まで強化可能。チャージすることで、仲間を集合・解散させることができる。
- 釣り竿：DLCで使用可能。水場に向けて使うことで釣りができる。糸を垂らすと3つの魚影が表示され、そのいずれかが食いついてくる。この時、早くボタンを押すと｢Miss｣となり、別の魚影が食いついてくる。食いついた後は、ボタン連打で引き寄せ、暴れた際は長押しで抵抗することができる。暴れている最中に連打すると逆に失敗に近づく。

### 食事
料理の方法は焚火に食材をセットし、料理開始してから時間経過で完成する形になった。そのため、大量生産には焚火を複数設置するなどの手間が必要であるが、食材が1つだけあれば作成できる。亜種として、ジューサー兼撹拌機・発酵樽である「酒ダル」もある。調理を開始しても完成前ならキャンセル可能で、完成直前であっても素材のまま戻ってくる。
上位の調理機材を作成すると、2つ以上のアイテムを組み合わせて調理することができる。また、かわきのツボを装備して長押しすることで、その中身を素材とすることも可能。
調理素材として使用可能なアイテムを所持アイテム欄に入れて調理器具の前に行くと、該当アイテムの上に鍋マークが出現する。複数素材とする場合、投入済みのアイテムと組み合わせることが可能なアイテムのみ鍋マークが表示されるようになる。

### 液体
前作では水源に当たる場所からすぐに流れ出し一定高度以下の場所全域に流れ込むというものだったが、本作では少しずつ水源から決まった範囲にのみ流入するようになった。また、高度制限もなく、水源と同等以下の高さならどこでも流れ込むようになっている。
水源はかわきのツボを入手することで自由に設定できる。使用するためにはどこかしらの水場でR2またはZRボタンを短押しすると一定範囲の水を吸収し、水源にしたい場所で長押しすることで流し込めるようになる。水源にした場所はたとえ周囲に水が全くない場所でも、プレイヤーが枯らすまで無限に水がわき続ける。ブロックで潰すかかわきのツボで水源の水を吸収するかすると枯れる。一方、水源に隣接するブロックが全て消滅しても水源自体は消滅しないため、空中から液体を注がせたり非常に広大・深遠な範囲を液体で満たすことができる。
液体にはいくつかの種類があるが、かわきのツボに仕込んでおける水は1種類のみ。新たに液体を吸収すると上書きされる。また、液体を設置しても周辺にあるブロックと相互に干渉してどちらかを別のものに変化させる場合がある。
また､水中にもぐっているとスタミナゲージが減少し、尽きるとHPが減少するようになる。潜水状態では、ジャンプし続けることでいくらでも浮上できる（滝登りも可能）。

### 作物
作物は、開墾・耕作・種まき・水まき・収穫のステップを踏む必要があり、このうちプレイヤーが行えるのは基本的に種まきと収穫の2つのみ。それ以外は「農民」を職業とする住人が行い、種まきもビルダーレベルの上昇によって住人が行うようになる。
開墾は土壌が作物を育てられない状態の場合に行われ、該当ブロックを土ブロックに変換する。実行には｢かかし｣を配置する必要があり、かかしを中心に9×9マスの範囲が対象となる。柵とフェンスで囲うことで範囲が増加する場合がある。
耕作範囲内にある｢土｣を住人が耕作によって｢畑｣に変える。これをプレイヤーが行うことはできない。
種は作成できずイベントや敵、そざい島から入手するしかない。種がまかれた場所に住人が水を撒く。水撒きは畑の上または側面に水を配置することで代用できる。「畑が水没状態である」など成長に条件が必要な作物も存在する。
水がまかれた状態で時間経過によって作物は成長し、最終的に収穫可能になったら武器のスイングによって収穫できる。
一度収穫した畑はハンマーで種を回収するまでは引き続き種まき状態が継続されるが、収穫を繰り返すうちに消滅する場合もある。

### レベル
前作の拠点レベルはビルドレベルに変更。また、主人公にも戦闘で上昇するレベルが導入された。
住人やモンスターが何かしら｢満たされた思い｣をすることで「ビルダーハート」が発生し、これを一定以上集めて、鐘を鳴らすことで「ビルドレベル」が上がる。ビルドレベルが上がると、新しいレシピが増えたり、住人が増えたりする。なお、ビルダーハートは鐘を攻撃することで拠点内のものをすべてまとめて回収できる。
戦闘レベルに関しては、敵モンスターを倒すと得られる経験値が一定以上溜まるとレベルアップする。上昇するのは最大HP、スタミナのみで、回転切りなどの技や武器のレシピが獲得できる。ただしストーリー進行によるレベル上限が設定されている。

### 装備
前作にあった耐久度が廃止され、一度作成すれば壊れなくなった。また、レシピを閃く機会が大幅に減少し、特に防具は少ない。
武器は物を壊す力が弱くなり、ハンマーは敵に与えるダメージが少なくなった。また、武器ではより強力になっても砂系しか破壊できない。ただし、一部の敵にはシドー含む通常武器がきかずビルダーハンマーしか通用しない。
住人やシドーの武器も部屋の機能では更新されず、プレイヤーが作って手渡す必要がある。武器を装備できるキャラクターとできないキャラクターがおり、シドーは専用武器が必要。
住人の防具は衣装類（防御力は一律）に固定されており、更衣室に衣装をしまっておくことで着替えるようになっている。性別によって装備できないものはない（女装・男装も可）。

### ドレッサー
アイテムとして存在するドレッサーだが、プレイ中の容姿と実際の容姿を変えることができる。これにより、その時点での最強装備をしていたとしてもプレイ中の姿はいろんな姿になる。また、ドレッサーを使うことにより『ドラゴンクエストII』時代のバグアイテム（なお、これが今作最強武器）を作成できる。

### そざい島モンスター
監獄島クリア後にからっぽ島に戻り、そざい島に行くと一部の種類のモンスターが仲間になりたそうにする。これは監獄島でひらめいたアイテムを時間内に渡す事で仲間になる。その後、実際にあおの開拓地に着いたあとすぐに仲間にしてくるよう依頼される。仲間になるモンスターにはそれぞれ特技があるが、島の開拓に重要な「農業をする」「料理を積極的にする」など非常に有能なものもあれば「じゃんけん」や、「おにごっこ」などよくわからない特技もあるので、住人数を考えながら仲間にすれば島の開拓が楽になる。

### ギミック
アイテムによっては特定の組み合わせで置くことで、部屋とは異なる効果を持った「カタマリ」として機能するものがある。例えば、「テーブル」の上に「食器」を置き、その横に「椅子」を置くと「食事テーブル」という「カタマリ」となり、その場所で住民が食事をするようになる。このカタマリを使用する事で特殊な効果を持つ部屋を作ることも可能である（例：先述の「食事テーブル」を一定数設置する事で「ダイニング」という部屋が作れる）。
また、特定の2つの部屋を隣り合わせにすることで部屋2つがカタマリとなり別の施設になる（前出の「ダイニング」と「シンプルキッチン」を組み合わせる事で「レストラン」となり、その周辺ではBGMが変わり地図上にマークが記される）。これは石板のお題クリア条件になっている事もある。
より動的なシステムのマグネブロック・水車・水槽といったものもあり、ビルドの範囲がかなり広まっているが、これらはクリアやDLCの導入を必要とするなどやりこみ要素である。
マグネブロックは磁力性のブロックで、近くにある磁力を発生させるブロックによって引き寄せたり遠ざけたりが可能。磁力の範囲は決まっており、配置段階で範囲内にある全てのマグネブロックが連動する形。どれか一つでも範囲限界に到達するか遮蔽物(液体を含む)に接触するとその範囲内のブロックすべてが停止する。マグネブロックは手に持っている別のブロックに外見をカモフラージュできる。また、壁同様にブロックを接続できるが、液体を含めたすべてのブロックに干渉しない。
水車は水を流すことで10秒ごとに直近のスイッチを押す。時間のカウントは水を流した時点で開始され、水が途絶えた場合はリセットされる。水車ごとにカウントは独立しており、組み合わせることでタイミングを制御することができる。
水槽はガラス壁と水・海水・泥・温泉のいずれかで形成される塊で、対応した魚を放流することができる。魚は40種類各3サイズおり、それぞれ魚影のサイズ、対応する釣り場、抵抗の仕方などに差がある。島の種類、足場が岩か否か、深海か否か、水の種類で釣れる魚の種類が違う。

## ストーリー
はるかな昔、闇の化身・竜王がアレフガルドに現れた。竜王はロトの血をひく勇者に倒された。勇者はアレフガルドを離れ、ローレシア・サマルトリア・ムーンブルクの3つの王国を作り、自分の子供たちに治めさせた。
それから100年後、大神官ハーゴンは邪教の軍勢を率い、ムーンブルクへと侵攻した。3人の勇者の子孫は力を合わせハーゴンを倒した。しかし、ハーゴンは自らの血をいけにえとして破壊神シドーを召喚する。3人の勇者の子孫は破壊神を倒し、世界に平和が訪れた。ハーゴン教団に破壊された世界を再建するためビルダーが各地で活躍するようになっていった。
しかし、時が流れ、倒された筈のハーゴン教団の残党が活動を再開していた。ハーゴン教団はモノづくりを禁止し、人々に破壊の教えを説いて回っていた。教団は世界を再建しようとするビルダーを目の敵にし、さらっていた。ビルダー見習いの主人公もまた教団にさらわれるが、その船から嵐で投げ出され、無人島に漂着する。
無人島ではシドーと名乗る少年、そしてルルという少女と出会う。島を探検するうちに、大きづちを持ったけむくじゃらの謎の老人「しろじい」に出会い、この無人島「からっぽ島」を貰い受けることになる。
ビルダーとシドー、ルルたちはからっぽ島に新たな街をつくるべく、開拓を始める。

## 舞台
からっぽ島
名前の通り何も無い無人島。この島の開拓が主人公の目的の一つである。
モンゾーラ島
かつては緑が豊かだったが、破裂すると周囲をなんでも全て腐らせるババンゴの実が発生するようになってからは何もかもが腐り、あらゆる作物が枯れる。
恵みの大樹と呼ばれる木があったが、現在はどこにあるとも知れない。
オッカムル島
乾燥した砂に覆われた大地で、様々な鉱石が採掘できる。
元々は金・銀・銅・鉄・石炭といった鉱物が大量に埋蔵されていたが、現在は悉く石と化してしまっている。
監獄島
ハーゴン教団が自分たちの意に反する者を収監し、更生させている島。脱獄すると二度と訪れることができない。
ムーンブルク島
雪に覆われた大地。この島の王国の民は魔物達と終わり無き戦いに明け暮れている。
ロンダルキアの地にはハーゴンが『ドラゴンクエストII』で生み出した「幻のローレシア」が存在している。
破壊天体シドー
ハーゴンが拠点にしている空間。周囲には巨大な腕や黒い球体によって地形を破壊するという異様な場所。後述するメタッツ曰く、ハーゴン教団の信者に用意された救いの地である天体。
まともな素材が存在しない一方で、破壊神シドーが再生のために脱ぎ捨てた爪や鱗などが散見される。
そざい島
各地に点在する島々。島によって異なる素材を採取でき、指定されたアイテムをチェックしていくと作業台でよく使う素材を無限に使用できるようになる。
訪れるたびに形状はリセットされる。各島には作物や動物が配置されており、これを回収することでからっぽ島で増やすことが可能となる。
かいたく島
2019年1月31日にアップデートで追加された島。ゲームクリア後に行くことができ、今まで解放したそざい島と同じ環境でかつ魔物の出ない島に行けるようになり、そこでも自由にモノづくりができる。
2019年3月28日の無料アップデートからは、住人を引っ越しさせることが可能になった。
ツリル島
DLC第2弾「水族館パック」を導入する事でアンロックされる、海に囲まれた小島。
ショートストーリー形式のクエストをこなしていく事で、釣りに関する知識を学ぶことができる。
ビルダー道具「釣り竿」もここで入手可能。

## 登場人物

### 主要人物
主人公
声 - 河西健吾（男） / 藤田茜（女）
本作の主人公。性別と容姿の変更可能。闇に包まれた世界を救った伝説のビルダーの子孫でメルキド出身。素材から新たなアイテムを作り出す「ビルダー」見習い。
常に背中に「ビルダーの書」という本を背負っており、何かを発想するときは、この本を見て参考にしている様子。ハーゴン教団の手によって誘拐され、船で護送されている最中に嵐に見舞われ、からっぽ島に流れ着く。
少年シドー
声 - 津田健次郎
からっぽ島で主人公と出会う少年。ツノのように伸びた黒髪を後ろで縛り、キバの首飾りとドクロのベルトを着用している。記憶喪失で、自分の名前が「シドー」であること以外は何も分からない。からっぽ島に漂着した主人公に自分用のこん棒を作ってもらった事が切っ掛けで友人となる。
物語が進むに連れ、自身にしか聞こえない謎の囁きに葛藤し苦しむようになり、主人公には自分が暴走したら殴ってでも目を覚まさせてくれと頼んでいた。
シドー自身は物作りは出来ないが、主人公に同行し戦闘と素材集めを担当する。武器は汎用の物は使えず、こん棒や斧といったものを使う。
ルル
主人公と同様にからっぽ島に流れ着いた少女。かつてはルプガナの街に住んでおり、一流ビルダーを父に持っていたが、魔物に両親を殺された。気が強く、おてんばな性格。
両親の復讐をする為、教団の船に忍び込もうとするが、逆に捕らわれて嵐に巻き込まれる。船内には彼女の他に2人ビルダーがいたが、島に流れ着いた時には船倉のスライムと共に死亡している。この出来事から船に乗る事がトラウマとなり、他の島には同行しない。
開拓を始めた当初は些細な事でシドーと対立していたが、開拓を進める内に絆が深まるようになり、監獄島から脱出した主人公達が帰還した際は再会を祝うパーティーを開いた。

### その他の人物
しろじい
からっぽ島に住むおおきづち。自称「島の守り神」。幽霊で、体が若干白くなっていてふわふわ浮いている。ちいさなメダルを集めている。
船長
謎の嵐に巻き込まれて、からっぽ島へ流れ着いた中年男性。語尾に「ヤス」が付く。商売になりそうだという理由から無事であった自船を用いて、主人公とシドーを他の島へ連れて行ってくれる。
大神官ハーゴン
声 - いずみ尚
『ドラゴンクエストII』に登場した邪教の神官。破壊の神を崇めていたが、勇者ロトの子孫たちに倒される。かつては勇者の子孫の治める3国のひとつ、ムーンブルクを滅ぼしたほどだった。
本編では既に倒されておりハーゴン教団は壊滅状態だったが、からっぽ島周辺のモンスターたちは変わらず破壊活動を行っており、島々はそのせいで崩壊状態となっている。また、住人のほとんどは教団の信者であり、モノづくりは悪であると信じ込んでいる。一方、ビルダーの作成物を利用しなければままならなかったり破壊するために作ったりなど、行動の矛盾を指摘されることもある。
破壊神シドー
『ドラゴンクエストII』に登場した破壊の神。3対の手足、コウモリのような1対の羽、蛇のような尾を持つ。ハーゴンによって召喚され、ロトの子孫たちに倒される。
その名前は秘匿されており、主人公やルルたちはおろかモンスターたちでさえ少年シドーの名前を聞いても破壊神を連想することはほとんどない。

### モンゾーラ島
チャコ
モンゾーラ島に住むメガネの少女。モンゾーラに大農園を復活させようとしている。
畑づくりの天才を自称しているが、知識はマギールほど詳しくなかったため、彼から畑のことや島の歴史を教わるようになる。
マギール亡き後、弟子として物作りをするために主人公に同行する事になった。
からっぽ島では緑の開拓地を担当する。
ドルトン
髭が特徴的な中年男性で農家の末裔。立派な顎鬚はシドーには不評。度々村のリーダーになろうと主張するが却下されている。
ポンペ
ドルトンと行動を共にする若い男性。
ジバコ
女剣士。ギャルのような口調で話す。
ヒース
男性。ハーゴン教の信者で当初は主人公の誘いを拒否するが、農家の血に逆らえず農園作りに協力する。事件解決後は島に残りビルダー教の教えを広めに行く。
リズ
ソフィの妹。教団に逆らったために姉と共に洞穴に監禁されていた。ませた性格。
ソフィ
リズの姉。謙虚な性格で、主人公のことは様付で呼ぶ。
モンゾーラ犬
作物のタネの捜索に長けた犬。正体はどこかの姫であり、犬の姿になっていたのはハーゴン教団に呪いをかけられていたという。ただし、職業は「歌姫」。ラーの鏡で元の姿に戻った後は呪いを解いた主人公に感謝の気持ちを示し、改めて開拓に協力するようになる。本名は別に存在しているが、作中では明かされない。長い間、犬の姿だったため、その時の癖が抜けないままとなっている。
みみずん
おおみみず。「ババンゴの実」に汚染されて泥化した土を元に戻せる力を持った一族の末裔の最後の生き残り。
「泥を食って土に戻す」を本能的に行うため、それをハーゴン教が禁止する「創造」とみなされて迫害されていた。大地を戻そうとする主人公たちに共感し、協力する。
ゴストン
ゴースト。島はずれの教会で死した後も作物のたねを守り続けていた。招かれていた農園の発展を祝い催された収穫祭に惹かれ、村に定住する。
マギール
モンゾーラ教区の副総督で、ハーゴン教団三神官ジゴックの弟子。『ドラゴンクエストII』のまじゅつしの容姿。
農園を視察にやってきたが、大樹の若木を見た事でビルダーに興味を持ち、自身の持つ経験と知識で村人らに数々の指導・助言を行う。物騒な物言いをする割に「なーんちゃって！」と誤魔化す等おちゃめな性格であり、その確かな人徳から徐々に村の中心人物となり、のちに正式に村の仲間となった。
大樹の完成を機に総督ヒババンゴへの説得を試みるも、一蹴され村人たちの目の前で瀕死の重傷を負う。死の間際に主人公達にビルダーアイテムの「かぜのマント」と大樹の復活を託し、住人に見守られながら息を引き取った。
メギラ
マギールの弟子。『ドラゴンクエスト』のまほうつかいの容姿。
彼の依頼を受けてクリアする事でかわきのつぼを入手できる。
おおねずみ、リリパット、オーク
モンスター。おおねずみとリリパットはかつて人間と盟約を交わしており、モンゾーラの自然を戻すことを夢見ている。そのため、一族全体で原則としてビルダーたちに敵対することはない。オークはハーゴン教団とは関わりがない地元の魔物で、一部が主人公に協力してくれる。
そもそもモンスターも生物にあたる存在であり、モンゾーラの農業が禁じられたことで食糧不足に苦しめられている為、その原因を作っている教団に対する不信感が強く、協力的な個体もいる。なおアローインプは、リリパット族の中から教団に寝返った敵キャラクター。おおねずみの色違いのやまねずみ、おばけねずみにも協力的な個体がいる。

### オッカムル島
ペロ
バーの看板娘で、荒くれ達の憧れの的。鉱山とバーの再建を願っており、そのために荒くれ達にバニー姿やハッスルダンスなど、やる気を引き立たせるご褒美を用意する。母親がバニーガールをしていてその姿に憧れていたこともあり、バニーガールに憧れている。
ストーリーが進むたびに見た目が派手に変わっていき、鉱山の復活とゴルドンが力を取り戻した宴会の中でハッスルダンスを披露するが、その姿が誰からも好かれ輝いて見えた事でメドーサボールの嫉妬を買い、石にされる。
石化が解けた後はゴルドンを想い島に残ろうとしたが、ゴルドンから背中を押されたことで主人公に同行する。
からっぽ島では赤の開拓地を担当する。
マッシモ
鉱夫の一人。採掘が得意な反面魔物を苦手としている。主人公たちと鉱山に同行する。
ミルズ
マッシモと行動を共にする鉱夫。閉所恐怖症。
カルロ
スキンヘッドの男性。鍛冶屋だが、教団の信者となったため仕事を辞めている。
アーマン
バーテンダー。ペロの父。娘に男が寄り付くのを快く思っていない。
ゴルドン
オッカムルの守り神とされるゴーレム。本来は黄金の巨人（ゴールドマン）だったがメドーサボールによって力を失い、石の体に変えられた。主人公達の協力で大量の鉱物を得て、ゴールドマンとして復活を果たした。
最終的にはゴルドン酒場と一体化して、石化したペロを元の姿に戻し、失われた鉱脈を復活させた。
セルジ
鐘の音につられてやって来た青年。ペロに一目惚れし、町に住むようになる。ペロのことになると、激しく興奮する。
後にジュエルンと共に新作のバニースーツ開発に乗り出し、自ら着るようになる。
オンバ
長年地中に閉じ込められていた中年女性。そのため地中について詳しい。
ストーリーが進むとバニースーツに着替える。
ジュエルン
地下深くに住んでいるおどる宝石。3匹の弟がいる。珍しい鉱石の使い方に興味を示し住人の仲間となる。

### 監獄島
モンばあ
島に長年収監されている老婆。ペルポイの街の出身でロンダルキアに続く山に迷い込み、謎の霧に包まれた事をきっかけに収監されたとの事。主人公に魔物を仲間にする方法を伝授するなど主人公の脱獄計画に協力するが、自身は囚人達に希望を与えるため、脱出の話を語り継いでいくと語って島に残った。
マーカス
脱獄王と呼ばれ、様々な牢獄の脱獄を生業とし、監獄島の脱獄を企てようとした人物。現在は消息を絶っており、島には彼の相棒だったスライムが住んでいる。
スライハルト
マーカスの相棒だったスライム。荒っぽい性格で乱暴な口調で話し、後に主人公の仲間となる。かつて脱獄を試みたマーカスの夢を託す形で、主人公の脱出計画に協力する。
計画が成功し、主人公達が船に乗り込む際にからっぽ島へ来るように誘われるが、感謝の気持ちは示しながらも「故郷を捨てるつもりはない」と拒否して監獄島に残り去りゆく主人公達を見送った。
おおきづち
元は物作りが好きなモンスターであったが、教団の教えに逆らった事で懲罰房に収容され更生の末に理性を破壊され、近寄るものを見境なく攻撃する凶暴な性格へと変貌した。
くさったしたい
脱出の直前で登場したくさったしたい。出会った途端襲い掛かってくるが主人公達に倒され、仲間になった。このくさったしたいが消息を絶っているマーカスと思わせる描写がなされているが、作中では具体的な正体について明言されていない。

### ムーンブルク島
リック
兵士長。魔物達の襲撃で家族を失った過去を持ち死に対して強い恐怖心を持っていたが、主人公がやって来た事でハーゴン教団に勝利できると確信する。
しかし裏では死への恐怖につけ込まれた事に加えて世界の真実を知った事から魔物達と内通し、ムーンブルクを裏切る。主人公を騙してシドーを投獄し、ロンダルキアの地で自身の裏切りと本当の目的は戦力を分断して城の壊滅と主人公達の抹殺であった事を明かし、教団参謀の力でシルバーデビルと化して主人公達に襲いかかるが倒され、自分の考え、世界の真実を話して教団を讃えながら死亡する。
アネッサ
女将軍。ハーゴン教団と戦っているが、教団の信者であるため勝利する気は無いという。
内心は教団ではなくビルダーを信念とし、主人公が来たことで教団に勝てると確信していたが、裏切り者の気配を感じたため、本心を打ち明けられずにいた。リックに対しては裏切った事への怒りは変わらぬ一方で、平和になった世界で一緒に物作りをしたかった事や主人公達が作り上げた物を見せてあげたかったと語るように複雑な気持ちを抱いている模様。
ムーンブルクが平和を取り戻した後は物作りを学ぶため、主人公達に同行する。からっぽ島では青のかいたく地でゼセルらと共に築城を行うが、技術に乏しかった事が災いして欠陥だらけの城となりルルから酷評される。アップデート後の会話で周囲から堅物扱いされる事を悩んでいたり、ぬいぐるみなどのキュートな物が好みといった一面が明らかになる。
王
『ドラゴンクエストII』本編ではハーゴンに滅ぼされたはずのムーンブルクの王。「わぁっはっは」と笑う。
本来ならば既に故人であり、本人も薄々と自分自身の存在と世界の在り様に違和感を覚えつつも、「今自分が存在するムーンブルク」をハーゴン教団から守るべく国王として奮闘する。
ムーンブルク島の王家には王女はいないはずであるが、自分には娘がいたという感覚を持っている。
ジローム
老兵。戦い続ける事に使命を感じており、教団の教えを捨てることに戸惑いを持っていたが、平和を取り戻した時は人一倍喜んでいた。
アップデート後の会話では孫がいたが戦死していたことを明かす。
ゼセル
女性近衛兵。戦火を逃れた住民を逃がすために城から離れていたが、ビルダーの鐘で帰還する。
ミト
シスター。リックやアネッサとは旧知の仲で、荒れ果てたムーンペタの教会で主人公達と合流し仲間となる。
ホッホ
白髪の老人。変化の杖で魔物の姿となり、潜入捜査をしていた。ジロームとは幼馴染で、ミトは孫娘にあたる。
プット
吟遊詩人。獣魔兵団の船に囚われていた。歌の腕前はかなり酷く周囲から不評を買っている。

### ハーゴン教団
ヒババンゴ
モンゾーラ教区の総督。作物や大地を腐らせる「くさり風」を起こし、ババンゴの実を発生させている。
希望が見えた際にそれを妨害して破壊する事で、より大きな絶望を作り出す事を狙っていた。
メドーサボール
オッカムル教区の総督。女性口調。地下深くに生息しており、強欲で嫉妬深く輝いている物を嫌う。目から発射される光線で石化させる能力を持つ。
アトラス
ムーンブルク教区の大総督。非常に巨大であり、耐久力も随一。
『ドラゴンクエストII』で悪霊の神々として登場しており、ハーゴンの城で実体を持たない影として他の2体（パズズとベリアル）と共に登場する。
ウゾーン
宣教師を名乗るきとうし。物作りに理解を示す友好的な態度を装って主人公達に近づき、赤の開拓地でビルダーの働きを視察し、一度立ち去ってから本性を現してからっぽ島を襲撃。主人公とシドー（と船長）がからっぽ島から一時脱出せざるを得ない状況にまで追い詰める。
襲撃目的は主人公だったため、からっぽ島からは一旦立ち去っていたが、青の開拓地を発展させている最中に再び襲撃してくる。
看守長
あくましんかん。監獄島で囚人を更生させるため、キャベツの栽培をさせている。
獄長
トロル。監獄島の懲罰房で主人公とシドーを追い回す。
副獄長
まじゅつし。監獄島の囚人たちを絶望させるためにさまざまな策を練っており、主人公をマーカスが収監されていた独房に収監させた。
デビルロード、スターキメラ、アークデーモン、ダースドラゴン
アトラス配下の兵団長。それぞれ獣魔、飛行、デーモン、ドラゴン兵団を率いている。

### 破壊天体シドー
メタッツ
最初に出会うメタルスライム。
ハーゴン教団に従っていればもたらされるはずの救いがなく、破壊渦巻く不毛の地と化しつつある世界で生き延びようと、率先して主人公に協力する。
キッシム
ハーゴンのきし。当初は人間に不信感を持っていたが安全な場所を求めて主人公と行動を共にするようになる。
途中で暴走したシドーの腕に襲われ行方不明になるものの、無事破壊からは免れ、主人公と合流する。
グリムン
グレムリン。メタッツとキッシムと共に安全な場所へ避難しようとする主人公に救出され、同行する。
主人公から破壊天体からの脱出を提案されるが、最初は物作りへの協力に難儀を示していた。
しかし世界の崩壊が始まるのを目の当たりにすると、自ら「オヤカタ」と名乗って箱舟による脱出計画に協力する。
キラーG
老人口調のキラーマシン。老朽化が進み、活動停止が近付いた状態となっている。
箱舟作りの中で限界が来たことで、主人公に自らの体を解体する事を懇願し、残った回路は主人公が破壊天体シドーで行動するために建造された自動車の超スーパーカーを強化するために組み込まれた。
ジゴック
じごくのつかい。ハーゴン教団三神官の一人であり、破壊神の名を知る数少ない魔物。
当初は破壊を救済として受け入れ、ビルダーである主人公を粛正しようとしていたが、次第に主人公に興味を抱いて協力するようになる。
モンゾーラ島のマギールが弟子という事はストーリー進行後半で明らかにされるが、その前にも時々マギールと同様の発言をする。
ドラーラ
ドラキー。ヨージスの弟子。
ヨージス
ようじゅつし。ジゴックと同じく三神官の一人。
シドーと友人であると語る主人公に半信半疑ながらも、ジゴックに説得されて協力する事になるが、その過程で「破壊と創造は対となるもの」という真理に至る。しかしその後キラーGの最期やメタッツの発言からその真理も捨てる。
アデン
アークデーモン。三神官の一人だが、拠点への帰還途中にジゴックとヨージスが主人公と共に物作りに協力していると知ると、自らも進んで主人公に協力する。
船長
アンデッドマン。ゲーム冒頭でビルダー達を護送していたハーゴン教団の船の船長。
主人公とルルを誘拐し、ビルダーである主人公をこき使っていたが、次第に主人公を気に入る。船が沈没して以降は消息不明になっていた。
自分と不自然に異なる価値観・認識を持つ他のモンスターたちと相いれられず「ヘンジン」扱いされ、大破して陸に打ち上げられた船を一人で守っていたが、主人公の説得によって箱舟の船長となる。

### ツリル島
フィー
かつては悪霊の神ベリアルが総督を務めていた土地に住んでいた女あらくれ。前作のアメルダの子孫で、容姿もアメルダと瓜二つ。
人間でありながらハーゴン教団の副総督を務めていた人物を父に持つが、破壊に明け暮れる日々に嫌気が差しツリル島まで逃亡の末、世捨て人となる。
幼い頃から魚と親しみながら成長してきたが、海の中でメーダに襲われた経験がトラウマになっている為、水中に入るのが苦手。
シャル
フィーが幼い頃から執事のような存在として同行しているあらくれ。男性。自称「フィーの永遠の恋人」。
世捨て人となったフィーを立ち直らせるべく、アクアリウムを作ってくれるビルダーを探す傍ら、世界中の魚の調査をしていた。
しかし、途中で船が難破し装着していたマスクがツリル島に漂着した事で死亡したと思われたが、たまたま近くの海底の空洞に流れ着いて一命を取り留めていた。

## ダウンロードコンテンツ

### 早期購入特典
| 名称         | 内容 | 配信日           |
| ------------ | --- | ---------------- |
| 早期購入特典 | 「やくそうかざり」「ドラゴンクエストロゴ」「キメラのつばさかざり」「紋章ブロック（太陽・星・月・水・命）」「勇者たちのドットかざり」「勇者たちの肖像画」のレシピ | 2020年1月6日まで |

### 追加DLC
| 名称                    | 内容                                                                             | 配信日        |
| ----------------------- | -------------------------------------------------------------------------------- | ------------- |
| 第1弾「和風パック」     | アイテム50種類、そざい島「ワビサビ島」追加                                       | 2019年2月28日 |
| 第2弾「水族館パック」   | ビルダー道具「つりざお」、アイテム57種類、そざい島「ツリル島」「ブクブク島」追加 | 2019年3月28日 |
| 第3弾「近代建築パック」 | アイテム75種類追加                                                               | 2019年5月30日 |

### 無料アップデート
| 内容 | 配信日        |
| --- | ------------- |
| かいたく島解放 アイテム「ロトの魔除け」 一部の住人の会話内容変更 ビルダー道具切り替えの設定タイプ追加 撮影モードに「くっきり」コマンドが追加 | 2019年1月31日 |
| けいじばんの表示 けいじばんのランキング上位者にも商品贈呈 さつえいモードの機能追加 スイッチで扉が開くように変更 キャビネット・タンス・大きなクローゼットに鎧・服以外を入れられるように変更 作物から得られる染料増加 | 2019年2月28日 |
| かいたく島への住民の引っ越し からっぽ島の開拓地の所属上限人数を60人に拡張 ガラス・水の設定追加 一度でも入手したアイテムをビルダーハートと交換できる機能が追加 特定のものを食べると水中で動きやすくなるように変更 マルチプレイでかいたく島に行ける機能が追加 いくつかの開拓レシピ(こだわり)の条件が緩和 アイテム「イワシ」が「フナ」に差し替え                                                                                              | 2019年3月28日 |
| 染色可能アイテムと新アイテムの追加 ふくろの最大収納数を増加 強化後「かわきのつぼ」に浅瀬撒き機能追加 ゴーレム系の仲間に騎乗可能 一部の収納アイテムの、機能付き設置上限数が増加 かいたく島を探すときにパスワードを使える機能が追加 そざい島で仲間にした住人に名前をつけられるように変更 ゲームクリア後、超スーパーカーMAXのライトのON・OFFを切り替えられる機能が追加 設定「アイコンのサイズ」がバトル関係のアイコンにも適用されるように変更 | 2019年5月30日 |
| セーブデータを3つ持てるようになる 一部の登場人物に対するエピローグ（再会イベント）を追加 新たな髪型の追加 アイテムを使うことで天気を選択できる 勇者のはたで兵士以外も同行する かいたく島を3つまで登録できる メニューで島にある部屋数の表示 | 2019年8月20日 |